# Yan Song (calciatore)
Yan Song (閻嵩T, 阎嵩S, Yán SōngP; Dalian, 20 marzo 1981) è un ex calciatore cinese, nel ruolo di centrocampista.

## Palmarès

### Club

#### Competizioni nazionali
- Campionato cinese: 4

Dalian Shide: 2000, 2001, 2002, 2005